# Secteur sauvegardé de Lille

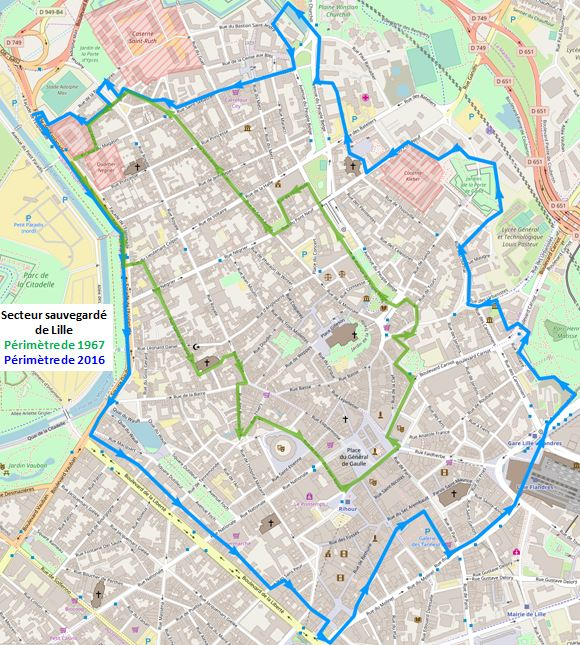
Secteur sauvegardé 1967 et 2016

L’initiative de l’association Renaissance du Lille Ancien est à l’origine de la création du secteur sauvegardé de Lille.
L’association adresse en mars  1965 un dossier de demande de secteur sauvegardé au Ministère des Affaires culturelles accompagné d'un dossier utilisant les travaux de la commission de recensement constituée en son sein comprenant 3 rapports, historique établi par Louis Trenard, géographique par André Gamblin et esthétique par Michel Marcq. 
La demande de la Ville de Lille en juin 1965 s’appuyant sur  cette étude  obtient  l’accord du Ministère en juin 1967 pour la création d’un secteur de 58 hectares de la Vieille Bourse à la rue Royale comprenant le noyau historique autour du parvis de la Treille et de la rue de la Monnaie et une partie du quartier créé après l’annexion de la ville au royaume de France en 1667. 
Son périmètre a  été étendu par arrêté préfectoral du 20 juin 2016 à 170 hectares englobant l’ensemble de la Façade de l'Esplanade, le quai du Wault, les quartiers du centre autour de la place Rihour et de l’église Saint-Maurice jusqu’à la gare et la partie du Vieux-Lille qui n’était pas comprise dans le précédent secteur de 1967,. Le nouveau secteur sauvegardé également nommé « Site patrimonial remarquable » correspond approximativement à la ville avant son agrandissement de  1858 à l’exclusion du quartier Saint-Sauveur rénové dans les années 1920 puis 1960 et incluant une partie de  l’ancienne zone fortifiée autour des portes de Roubaix et de Gand.